# جارديل سانتانا
جارديل سانتانا هو لاعب كرة قدم برازيلي في مركز الوسط، ولد في 10 ديسمبر 1978 في ناتال في البرازيل. لعب مع بالي يونايتد وبيرسما مانادو.